# Красный Бор (Нижнекамский район)
 Красный Бор  — деревня в Нижнекамском районе Татарстана. Входит в состав Каенлинского сельского поселения.

## География
Находится в центральной части республики на расстоянии приблизительно 13 км по прямой на запад-юго-запад от районного центра города Нижнекамск в 4 км от реки Кама.
К  селению примыкает  ландшафтный памятник природы регионального значения Борковская дача. К западу находится  озеро Прось.

## История
Основана в начале 1920-х годов.

## Население
Постоянных жителей было: в 1926—178, в 1938—270, в 1949—218, в 1958—127, в 1970—143, в 1979—107, в 1989 — 48, в 2002 − 30 (русские 97 %), 43 в 2010.